# Sam Sweeney

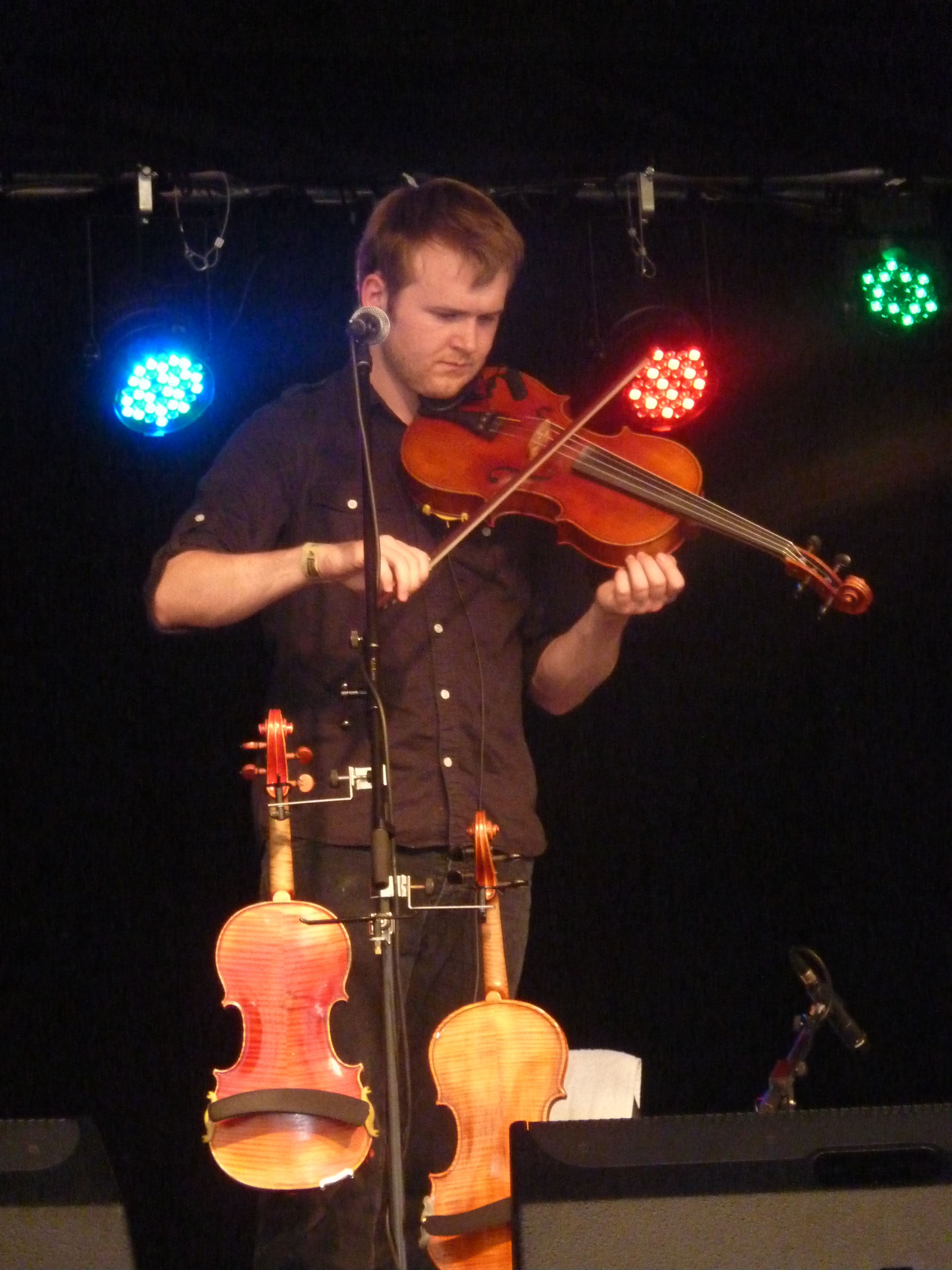
Sam Sweeney, 2011

Sam Sweeney (* 27. Februar 1989 in Nottingham) ist ein multi-instrumentaler English-Folk-Musiker.

## Werdegang
Sam Sweeney begann im Alter von sechs Jahren, Violine zu spielen, und trat ab 2001 als Solist bei Folk-Festivals in Erscheinung. Von 2002 bis 2010 war Sweeney Mitglied in der Folk-Band Kerfuffle, in der er Fiddle und Cajón spielte. Nach der Auflösung von
Kerfuffle trat Sam Sweeney mit der Akkordeonistin und Sängerin Hannah James im Duo Hannah James and Sam Sweeney auf. 
Seit spätestens etwa 2010 ist Sweeney auch Mitglied der preisgekrönten Folk-Band Bellowhead, in der er Fiddle, Dudelsack, Bratsche und andere Instrumente spielte. 2010 trat er mit Jon Boden und den Remnant Kings auf.
Er ist auch ein Mitglied der Band der Folk-Sängerin Fay Hield, die ursprünglich unter dem Namen Fay Hield Trio bekannt war, sich aber seit 2012 in neuer, erweiterter Besetzung Fay Hield & The Hurricane Party nennt.

## Auszeichnungen

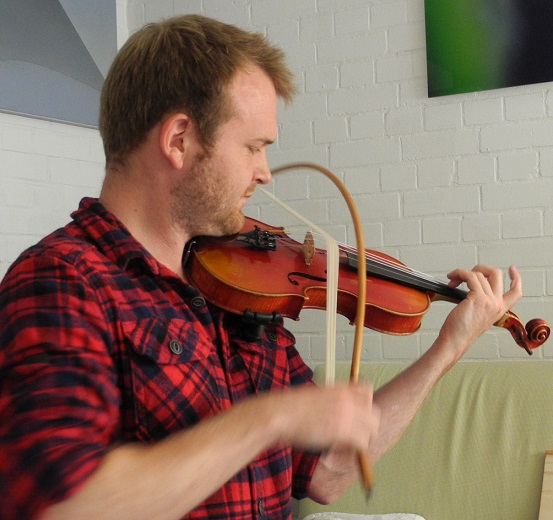
Sam Sweeney mit Rundbogen

Sweeney hat eine Reihe von Auszeichnungen erhalten, u. a. den Preis In The Tradition und den Wiltshire Folk Association Young Folk Award, den er zweimal in Folge erhielt. Er war 2004 für die BBC Young Folk Awards nominiert. 2007 gewann er eines der fünf BBC Performing Arts Fund-Stipendien, das ihm dazu verhalf, seine musikalische Karriere zu starten. Sweeney war bei den BBC Radio 2 Folk Awards 2013 ebenfalls für die Auszeichnung Musician of the Year nominiert, die er dann 2015 erhielt.

## Diskographie

### Hannah James and Sam Sweeney
- Catches and Glees (2009)
- State and Ancientry (2012)

### Mit Kerfuffle
- Not to Scale (2003)
- K2 (2004)
- Links (2006)
- To The Ground (2008)
- Lighten The Dark: A Midwinter Album (2009)

### Mit Bellowhead
- Matachin (2008)
- Umbrellowhead (2009)
- Hedonism (2010)
- Broadside (2012)
- Revival (2014)

### Mit Fay Hield
- Looking Glass (2010)[6]
- Orfeo (2012)[6]
- Old Adam (2016)[6]

### Mit Circus Envy
- A New Dawn (2010)[6]
- Regret (2011)[6]

### Mit Sam Carter
- Keepsakes (2009)[6]
- The No Testement (2012)[6]
- How The City Sings (2016)

### Mit Rachael McShane
- No Man's Fool (2010)[6]

### Mit Louise Jordan
- Born To Wander (2010)[6]